# Natação no Campeonato Mundial de Esportes Aquáticos de 2009 - 100 m costas feminino
A prova dos 100 metros costas feminino da natação no Campeonato Mundial de Esportes Aquáticos de 2009 ocorreu nos dias 27 e 28 de julho no Stadio del Nuoto em Roma.

## Recordes
Antes desta competição, os recordes mundiais e do campeonato nesta prova eram os seguintes:
| Tipo                  | Atleta           | Tempo | Local     | Data                 | Ref |
| --------------------- | ---------------- | ----- | --------- | -------------------- | --- |
|                       | Kirsty Coventry  | 58,77 | Pequim    | 11 de agosto de 2008 | ver |
| Recorde do campeonato | Natalie Coughlin | 59,44 | Melbourne | 27 de março de 2007  | ver |

## Medalhistas
| Ouro                  | Prata                  | Bronze              |
| Gemma Spofforth (GBR) | Anastasia Zuyeva (RUS) | Emily Seebohm (AUS) |

## Resultados

### Eliminatórias
Estes são os resultados das eliminatórias:
| Pos. | Atleta                      | Tempo   | Bateria | Raia | Notas                 |
| ---- | --------------------------- | ------- | ------- | ---- | --------------------- |
| 1    | GBR Gemma Spofforth         | 58.78   | 11      | 4    | Recorde do campeonato |
| 2    | RUS Anastasia Zuyeva        | 59.01   | 12      | 5    |                       |
| 3    | ZIM Kirsty Coventry         | 59.51   | 12      | 4    |                       |
| 4    | AUS Emily Seebohm           | 59.64   | 11      | 5    |                       |
| 5    | JPN Shiho Sakai             | 59.80   | 10      | 5    |                       |
| 6    | CHN Gao Chang               | 59.84   | 11      | 7    |                       |
| 7    | USA Hayley McGregory        | 59.91   | 10      | 4    |                       |
| 8    | GBR Elizabeth Simmonds      | 1:00.04 | 10      | 6    |                       |
| 9    | JPN Aya Terakawa            | 1:00.18 | 11      | 3    |                       |
| 10   | RUS Mariya Gromova          | 1:00.32 | 11      | 8    |                       |
| 11   | GER Daniela Samulski        | 1:00.34 | 12      | 2    |                       |
| 12   | USA Elizabeth Pelton        | 1:00.47 | 12      | 7    |                       |
| 13   | BRA Fabíola Molina          | 1:00.53 | 10      | 2    |                       |
| 14   | DEN Pernille Jessing Larsen | 1:00.67 | 12      | 8    |                       |
| 15   | CHN Zhao Jing               | 1:00.79 | 12      | 3    |                       |
| 16   | FRA Alexianne Castel        | 1:00.80 | 11      | 6    |                       |
| 17   | AUS Belinda Hocking         | 1:00.90 | 10      | 3    |                       |
| 18   | MEX Maria Gonzalez          | 1:00.94 | 9       | 5    |                       |
| 19   | HUN Eszter Dara             | 1:01.10 | 11      | 2    |                       |
| 19   | ITA Elena Gemo              | 1:01.10 | 11      | 1    |                       |
| 21   | ITA Valentina De Nardi      | 1:01.46 | 10      | 0    |                       |
| 22   | FRA Esther Baron            | 1:01.48 | 12      | 6    |                       |
| 23   | CRO Sanja Jovanović         | 1:01.53 | 10      | 7    |                       |
| 24   | CAN Sinead Russell          | 1:01.63 | 12      | 1    |                       |
| 25   | POL Alicja Tchorz           | 1:01.75 | 12      | 0    |                       |
| 26   | CZE Simona Baumrtova        | 1:01.79 | 12      | 9    |                       |
| 27   | CZE Petra Klosova           | 1:01.83 | 8       | 4    |                       |
| 28   | COL Carolina Colorado Henao | 1:01.85 | 10      | 1    |                       |
| 29   | UKR Iryna Amshennikova      | 1:02.00 | 11      | 0    |                       |
| 30   | CAN Gabrielle Soucisse      | 1:02.14 | 10      | 8    |                       |

| Ver o restante da classificação | Ver o restante da classificação | Ver o restante da classificação | Ver o restante da classificação | Ver o restante da classificação | Ver o restante da classificação | Ver o restante da classificação |
| Pos.                            | Atleta                          | Tempo                           | Bateria                         | Raia                            | Notas                           |                                 |
| ------------------------------- | ------------------------------- | ------------------------------- | ------------------------------- | ------------------------------- | ------------------------------- | ------------------------------- |
| 31                              | UKR Kseniya Grygorenko          | 1:02.36                         | 9                               | 4                               |                                 |                                 |
| 32                              | BEL Kimberly Buys               | 1:02.46                         | 9                               | 1                               |                                 |                                 |
| 33                              | IRL Aisling Cooney              | 1:02.55                         | 9                               | 8                               |                                 |                                 |
| 34                              | KAZ Anastasiya Prilepa          | 1:02.72                         | 7                               | 7                               |                                 |                                 |
| 35                              | POL Klaudia Nazieblo            | 1:02.74                         | 11                              | 9                               |                                 |                                 |
| 36                              | IRL Melanie Nocher              | 1:02.76                         | 8                               | 7                               |                                 |                                 |
| 37                              | SRB Marica Strazmester          | 1:02.90                         | 9                               | 0                               |                                 |                                 |
| 38                              | LUX Sarah Rolko                 | 1:02.97                         | 8                               | 1                               |                                 |                                 |
| 39                              | BER Kiera Aitken                | 1:02.99                         | 9                               | 7                               |                                 |                                 |
| 40                              | EGY Dina Hegazy                 | 1:03.03                         | 8                               | 3                               |                                 |                                 |
| 41                              | BLR Aleksandra Kovaleva         | 1:03.17                         | 8                               | 2                               |                                 |                                 |
| 42                              | KAZ Yekaterina Rudenko          | 1:03.29                         | 8                               | 5                               |                                 |                                 |
| 43                              | SUI Martina van Berkel          | 1:03.44                         | 8                               | 6                               |                                 |                                 |
| 44                              | BUL Ekaterina Avramova          | 1:03.47                         | 9                               | 2                               |                                 |                                 |
| 45                              | VEN Jeserick Pinto              | 1:03.48                         | 7                               | 5                               |                                 |                                 |
| 46                              | HKG Lau Yin Yan Claudia         | 1:03.51                         | 7                               | 3                               |                                 |                                 |
| 47                              | SVK Katarina Milly              | 1:03.57                         | 6                               | 3                               |                                 |                                 |
| 48                              | SLO Maja Sovinek                | 1:03.66                         | 7                               | 6                               |                                 |                                 |
| 49                              | HKG Tsai Hiu Wai Sherry         | 1:03.69                         | 10                              | 9                               |                                 |                                 |
| 50                              | SIN Lim Shana Jia Yi            | 1:03.72                         | 8                               | 8                               |                                 |                                 |
| 51                              | AND Ramirez Monica              | 1:03.79                         | 5                               | 4                               |                                 |                                 |
| 52                              | BEL Elodie Vanhamme             | 1:04.01                         | 9                               | 9                               |                                 |                                 |
| 53                              | BAH Alana Dillette              | 1:04.09                         | 9                               | 6                               |                                 |                                 |
| 54                              | LUX Dana Gales                  | 1:04.12                         | 8                               | 0                               |                                 |                                 |
| 55                              | EST Anna-Liisa Pold             | 1:04.14                         | 6                               | 7                               |                                 |                                 |
| 56                              | MEX Lourdes Villaseñor          | 1:04.22                         | 6                               | 5                               |                                 |                                 |
| 57                              | COL Erika Layne Stewardt        | 1:04.55                         | 7                               | 9                               |                                 |                                 |
| 58                              | EST Katlin Sepp                 | 1:04.79                         | 7                               | 1                               |                                 |                                 |
| 59                              | FIN Riia-Rosa Koskelainen       | 1:04.89                         | 7                               | 8                               |                                 |                                 |
| 60                              | KOR Kang Yeong-Seo              | 1:05.19                         | 8                               | 9                               |                                 |                                 |
| 61                              | ECU Diana Chang                 | 1:05.33                         | 6                               | 9                               |                                 |                                 |
| 62                              | UZB Yulduz Kuchkarova           | 1:05.34                         | 7                               | 0                               |                                 |                                 |
| 63                              | SIN Ng Hiang Yuet Lynette       | 1:05.65                         | 6                               | 1                               |                                 |                                 |
| 63                              | TPE Chen Ting                   | 1:05.65                         | 7                               | 4                               |                                 |                                 |
| 65                              | ECU Nicole Marmol               | 1:05.77                         | 6                               | 4                               |                                 |                                 |
| 66                              | PAR Maria Virginia Baez Franco  | 1:05.81                         | 7                               | 2                               |                                 |                                 |
| 67                              | VEN Elimar Barrios              | 1:06.14                         | 6                               | 2                               |                                 |                                 |
| 68                              | LIB Amina Meho                  | 1:06.80                         | 6                               | 8                               |                                 |                                 |
| 69                              | SUR Nishani Cicilson            | 1:07.34                         | 4                               | 3                               |                                 |                                 |
| 70                              | LCA Siona Huxley                | 1:07.55                         | 4                               | 1                               |                                 |                                 |
| 71                              | TUR Gizem Çam                   | 1:07.62                         | 1                               | 6                               |                                 |                                 |
| 72                              | GUA Karla Toscano               | 1:07.76                         | 5                               | 3                               |                                 |                                 |
| 73                              | BOL Karen Milenka Torrez Guzman | 1:07.90                         | 5                               | 5                               |                                 |                                 |
| 74                              | ZIM Kirsten Lapham              | 1:07.95                         | 5                               | 8                               |                                 |                                 |
| 75                              | AHO Silvie Ketelaars            | 1:08.09                         | 5                               | 2                               |                                 |                                 |
| 76                              | BER Rebecca Sharpe              | 1:08.31                         | 6                               | 0                               |                                 |                                 |
| 77                              | JAM Kendese Nangle              | 1:08.37                         | 5                               | 7                               |                                 |                                 |
| 78                              | HON Karen Vilorio               | 1:08.84                         | 4                               | 2                               |                                 |                                 |
| 79                              | NAM Jonay Briedenhann           | 1:08.88                         | 5                               | 6                               |                                 |                                 |
| 80                              | MLT Nicol Cremona               | 1:09.10                         | 5                               | 1                               |                                 |                                 |
| 81                              | KEN Rachita Shah                | 1:09.32                         | 3                               | 1                               |                                 |                                 |
| 82                              | MAC Fong Man Wai                | 1:09.53                         | 4                               | 5                               |                                 |                                 |
| 83                              | IND Fariha Zaman                | 1:10.12                         | 5                               | 0                               |                                 |                                 |
| 84                              | MAC Che Lok In                  | 1:10.20                         | 5                               | 9                               |                                 |                                 |
| 85                              | HON Laura Lucia Paz Chavez      | 1:10.25                         | 4                               | 8                               |                                 |                                 |
| 86                              | FRO Birita Debes                | 1:10.30                         | 3                               | 5                               |                                 |                                 |
| 87                              | MON Angelique Trinquier         | 1:10.58                         | 3                               | 6                               |                                 |                                 |
| 88                              | BOL Mariana Zaballa             | 1:11.10                         | 4                               | 0                               |                                 |                                 |
| 89                              | GRN Sophia Noel                 | 1:11.40                         | 4                               | 9                               |                                 |                                 |
| 90                              | KEN Sylvia Brunlehner           | 1:11.60                         | 3                               | 2                               |                                 |                                 |
| 91                              | ZAM Jade Ashleigh Howard        | 1:11.86                         | 2                               | 5                               |                                 |                                 |
| 92                              | NCA Dalia Torrez                | 1:12.99                         | 4                               | 6                               |                                 |                                 |
| 93                              | MOZ Jessika Cossa               | 1:13.10                         | 2                               | 3                               |                                 |                                 |
| 94                              | SEN Mareme Faye                 | 1:13.23                         | 3                               | 7                               |                                 |                                 |
| 95                              | PAK Kiran Khan                  | 1:13.37                         | 4                               | 4                               |                                 |                                 |
| 96                              | ANG Ruth Carvalho               | 1:13.52                         | 3                               | 4                               |                                 |                                 |
| 97                              | FIJ Cheyenne Rova               | 1:13.53                         | 3                               | 9                               |                                 |                                 |
| 98                              | ASA Rachael Catherine Glenister | 1:13.74                         | 3                               | 0                               |                                 |                                 |
| 99                              | MOZ Faina Salate                | 1:14.77                         | 2                               | 7                               |                                 |                                 |
| 100                             | MAD Estellah Fils Rabetsara     | 1:14.81                         | 3                               | 3                               |                                 |                                 |
| 101                             | SEN Khadidiatou Dieng           | 1:14.91                         | 3                               | 8                               |                                 |                                 |
| 102                             | MON Amelie Trinquier            | 1:16.10                         | 2                               | 2                               |                                 |                                 |
| 103                             | BRU Maria Grace Koh             | 1:17.73                         | 2                               | 4                               |                                 |                                 |
| 104                             | PNG Judith Ilan Meauri          | 1:18.09                         | 2                               | 6                               |                                 |                                 |
| 105                             | BRU Amnahliyani Mohamed Husain  | 1:19.60                         | 2                               | 9                               |                                 |                                 |
| 106                             | ALB Reni Jani                   | 1:19.95                         | 1                               | 4                               |                                 |                                 |
| 107                             | MDV Sausan Aishath              | 1:20.65                         | 1                               | 5                               |                                 |                                 |
| 108                             | PAK Rida Mitha                  | 1:21.22                         | 2                               | 8                               |                                 |                                 |
| 109                             | TAN Gouri Kotecha               | 1:23.64                         | 1                               | 3                               |                                 |                                 |
| 110                             | NEP Shaila Rana                 | 1:23.81                         | 2                               | 0                               |                                 |                                 |
| 111                             | NGR Ifiezibe Gagbe              | 1:24.96                         | 2                               | 1                               |                                 |                                 |
| 112                             | LAO Daoheuang Inthavong         | 1:30.02                         | 1                               | 7                               |                                 |                                 |
| 113                             | LAO Thepaksone Chinfavong       | 1:42.58                         | 1                               | 2                               |                                 |                                 |
| —                               | SWE Magdalena Kuras             | DNS                             | 1                               | 1                               |                                 |                                 |
| —                               | ARM Anahit Barseghyan           | DNS                             | 4                               | 7                               |                                 |                                 |
| —                               | NOR Ingvild Snildal             | DNS                             | 9                               | 3                               |                                 |                                 |
| —                               | ISR Anna Volchkov               | DSQ                             | 6                               | 6                               |                                 |                                 |

### Semifinal
Estes são os resultados das semifinais:
| Pos. | Atleta                      | Tempo   | Bateria | Raia | Notas           |
| ---- | --------------------------- | ------- | ------- | ---- | --------------- |
| 1    | RUS Anastasia Zuyeva        | 58.48   | 1       | 4    | Recorde mundial |
| 2    | GBR Gemma Spofforth         | 58.74   | 2       | 4    |                 |
| 3    | AUS Emily Seebohm           | 59.15   | 1       | 5    |                 |
| 4    | ZIM Kirsty Coventry         | 59.21   | 2       | 5    |                 |
| 5    | JPN Shiho Sakai             | 59.25   | 2       | 3    |                 |
| 6    | CHN Zhao Jing               | 59.39   | 2       | 8    |                 |
| 7    | GBR Elizabeth Simmonds      | 59.55   | 1       | 6    |                 |
| 7    | USA Hayley McGregory        | 59.55   | 2       | 6    |                 |
| 9    | GER Daniela Samulski        | 59.77   | 2       | 7    |                 |
| 10   | CHN Gao Chang               | 1:00.21 | 1       | 3    |                 |
| 11   | JPN Aya Terakawa            | 1:00.31 | 2       | 2    |                 |
| 12   | RUS Mariya Gromova          | 1:00.49 | 1       | 2    |                 |
| 13   | USA Elizabeth Pelton        | 1:00.51 | 1       | 7    |                 |
| 14   | BRA Fabíola Molina          | 1:00.55 | 2       | 1    |                 |
| 15   | FRA Alexianne Castel        | 1:00.63 | 1       | 8    |                 |
| 16   | DEN Pernille Jessing Larsen | 1:00.67 | 1       | 1    |                 |

### Final
Estes são os resultados da final:
| Pos.              | Atleta                 | Tempo | Raia | Notas           |
| ----------------- | ---------------------- | ----- | ---- | --------------- |
| Medalha de ouro   | GBR Gemma Spofforth    | 58.12 | 5    | Recorde mundial |
| Medalha de prata  | RUS Anastasia Zuyeva   | 58.18 | 4    |                 |
| Medalha de bronze | AUS Emily Seebohm      | 58.88 | 3    |                 |
| 4                 | JPN Shiho Sakai        | 59.14 | 2    |                 |
| 5                 | CHN Zhao Jing          | 59.28 | 7    |                 |
| 6                 | USA Hayley McGregory   | 59.42 | 8    |                 |
| 7                 | GBR Elizabeth Simmonds | 59.71 | 1    |                 |
| 8                 | ZIM Kirsty Coventry    | 59.74 | 6    |                 |

## Novos recordes
| Tipo                  | Atleta          | Tempo | Local | Data                | Ref |
| --------------------- | --------------- | ----- | ----- | ------------------- | --- |
|                       | Gemma Spofforth | 58.12 | Roma  | 28 de julho de 2009 | ver |
| Recorde do campeonato | Gemma Spofforth | 58.48 | Roma  | 28 de julho de 2009 | ver |

Legenda
| Recorde mundial       | Recorde mundial (World record)               |                       | Recorde africano                      | Recorde africano (African) |                                           | Q | Classificado por posição (Qualified) |
| Recorde do campeonato | Recorde do campeonato (Championship record)  | Recorde da América    | Recorde da América (Americas)         | q                          | Classificado por melhor tempo (Qualified) |   |                                      |
| Melhor marca do ano   | Melhor marca do ano (World leading)          | Recorde asiático      | Recorde asiático (Asian)              | DNS                        | Não largou (Did not start)                |   |                                      |
| Recorde nacional      | Recorde nacional (National record)           | Recorde europeu       | Recorde europeu (European)            | DNF                        | Não terminou (Did not finish)             |   |                                      |
| Recorde pessoal       | Recorde pessoal do atleta (Personal best)    | Recorde da Oceania    | Recorde da Oceania (Oceania)          | DSQ / DQ                   | Desclassificado (Disqualified)            |   |                                      |
| Recorde da temporada  | Recorde da temporada do atleta (Season best) | Recorde sul-americano | Recorde sul-americano (South America) | NM                         | Sem marca (No mark)                       |   |                                      |